# Eskiköy, Doğanşehir
Eskiköy là một xã thuộc huyện Doğanşehir, tỉnh Malatya, Thổ Nhĩ Kỳ. Dân số thời điểm năm 2011 là 373 người.